# Гусейнов, Саид Муслимович
Саид Муслимович Гусейнов (род. 10 апреля 1955, Куляб) — советский велогонщик. Заслуженный мастер спорта СССР.

## Биография
Родился в Кулябе, по национальности дагестанец. Отец был военным, а в семье было шестеро детей. Позднее семья переехала в Душанбе.
В возрасте 14 лет записался в секцию велоспорта республиканской детской спортивной школы г. Душанбе, куда уже ходил брат Ислам и сосед Сергей Тихонов, впоследствии велогонщик. В 1971 году попал в команду «Динамо» и тренировался под руководством тренера Скакунова Анатолия Петровича.
Победитель «Велогонки Мира» 1978 и 1980 годов в командном зачёте.
Чемпион 1975 года в групповой гонке на шоссе.
Неоднократный чемпион СССР в гонках на шоссе.
Подполковник в отставке. Живет в американском штате Аризона и в Москве. Занимается строительным бизнесом.
Женат, три сына — Тимур, Руслан и Артур.